# Бабинова (деревня)
Бабинова — деревня в Далматовском районе Курганской области России. Входит в состав Тамакульского сельсовета.

## География
Расположена при автодороге 37А-0014, реках Суварыш и Скакушка.

## История
До 1917 года входила в состав Тамакульской волости Камышловского уезда Пермской губернии. По данным на 1926 год состояла из 183 хозяйств. В административном отношении входила в состав Падеринского сельсовета Четкаринского района Шадринского округа Уральской области.

## Население
| 1989 | 2002 | 2010 |
| ---- | ---- | ---- |
| 38   | ↘9   | ↘7   |

По данным переписи 1926 года в деревне проживало 885 человек (395 мужчин и 490 женщин), в том числе: русские составляли 100 % населения.

## Инфраструктура
Личное подсобное хозяйство с зоной сельскохозяйственного использования, индивидуальная застройка усадебного типа.

## Транспорт
Деревня доступна автотранспортом.
Просёлочные дороги.